# Полістена
Полістена (італ. Polistena, сиц. Polistina) — муніципалітет в Італії, у регіоні Калабрія,  метрополійне місто Реджо-Калабрія‎.
Полістена розташована на відстані близько 500 км на південний схід від Рима, 75 км на південний захід від Катандзаро, 50 км на північний схід від Реджо-Калабрії.
Населення — 10 589 осіб (2014).

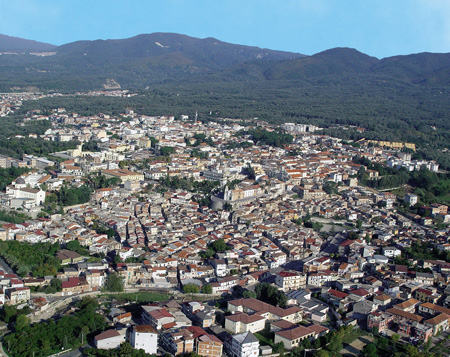

Щорічний фестиваль відбувається 17 липня. Покровитель — Santa Marina Vergine di Bitinia.

## Демографія
Населення за роками:

Станом на 1 січня 2023 року в муніципалітеті офіційно проживало 409 іноземців з 29 країн, серед них 210 громадян країн Євросоюзу та 15 громадян України.

## Сусідні муніципалітети
- Чинкуефронді
- Читтанова
- Мелікукко
- Сан-Джорджо-Морджето
- Аноя